# Bet Alfa
Bet Alfa (hebr. בית אלפא; ang. Beit Alfa) – kibuc położony w Samorządzie Regionu Ha-Gilboa, w Dystrykcie Północnym, w Izraelu. Członek Ruchu Kibuców (Ha-Tenu’a ha-Kibbucit).

## Położenie
Kibuc Bet Alfa jest położony na wysokości od 90 do 50 metrów p.p.m. na południowym skraju Doliny Charod, na północy Izraela. Dolina Charod jest położona między Doliną Jezreel a Doliną Bet Sze’an w Dolnej Galilei. Teren opada w kierunku południowo-wschodnim do depresji Doliny Jordanu. Kibuc Bet Alfa leży na samym skraju Doliny Charod, u podnóża Wzgórz Gilboa. Zbocza wzgórz stromo wznoszą się na południe od kibucu - najbliższymi są wzniesienia Har Barkan (497 m n.p.m.) i Har Gefet (318 m n.p.m.). Teren położony na północ i na wschód od kibucu jest płaski. Dnem Doliny Charod przepływa niewielka rzeka Charod, której wody są wykorzystywane do zasilania stawów hodowlanych. W otoczeniu kibucu Bet Alfa znajdują się kibuce Sede Nachum, Nir Dawid, Ma’ale Gilboa, Chefci-Bah i Bet ha-Szitta. W odległości 2,5 km na południowy zachód od kibucu, na Wzgórzach Gilboa przebiega mur bezpieczeństwa oddzielający terytorium Izraela od Autonomii Palestyńskiej. Po stronie palestyńskiej jest wieś Faku’a.
Bet Alfa jest położona w Samorządzie Regionu Ha-Gilboa, w Poddystrykcie Jezreel, w Dystrykcie Północnym Izraela.

## Historia

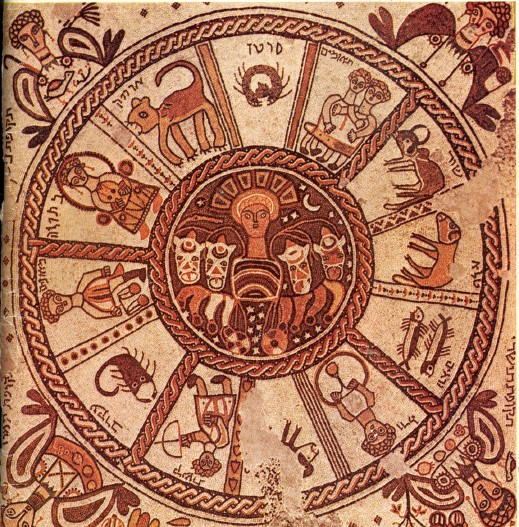
Mozaika podłogowa w synagodze Bet Alfa

W VI wieku w okolicy tej znajdowała się żydowska osada, po której pozostała synagoga. Następnie umiejscowiła się tutaj arabska miejscowość Beit Ilfa, która z upływem czasu została porzucona. W późniejszych wiekach, w okolicy znajdowała się arabska wieś As-Sachina. Po I wojnie światowej w 1918 roku cała Palestyna przeszła pod panowanie Brytyjczyków, który w 1921 roku utworzyli Brytyjski Mandat Palestyny. Umożliwiło to rozwój osadnictwa żydowskiego w Palestynie. W latach 20. XX wieku żydowskie organizacje syjonistyczne zaczęły wykupywać grunty w Dolinie Charod. W takich okolicznościach w dniu 4 listopada 1922 roku został założony kibuc Bet Alfa.
Grupa założycielska kibuc powstała w 1921 roku i składała się z członków żydowskiego młodzieżowego ruchu syjonistycznego Ha-Szomer Ha-Cair, którzy byli imigrantami z Polski. Przyjechali oni do Doliny Charod, gdzie pomagali w założeniu kibucu Gewa. W następnym roku do grupy dołączyli nowi imigranci z Niemiec i Czechosłowacji. Tymi wzmocnionymi siłami rozpoczęto eksplorację środkowej części Doliny Charod, gdzie w listopadzie 1922 roku założono kibuc Bet Alfa (krótko potem powstał sąsiedni kibuc Chefci-Bah). Początki funkcjonowania kibucu były niezwykle ciężkie. Pionierzy pracowali przy osuszaniu bagien, mieszkali w prowizorycznych namiotach, cierpieli z niedożywienia oraz chorowali na malarię roznoszoną przez komary. Pomimo to, osada rozwijała się i bardzo szybko zyskała rozgłos. Rozwojowi gospodarczemu sprzyjał dostęp do linii kolejowej Doliny, której najbliższa stacja znajdowała się przy pobliskim kibucu Bet ha-Szitta. W kwietniu 1927 roku kibuc odwiedził czechosłowacki prezydent Tomáš Masaryk. Była to pierwsza wizyta głowy państwa w Brytyjskim Mandacie Palestyny. W 1929 roku w pobliżu kibucu odkryto pozostałości synagogi Bet Alfa z VI wieku. Odkrycie wiązało się z pracami archeologicznymi prowadzonymi w okolicy. Podczas arabskich zamieszek w 1929 roku kibuc został zaatakowany, a jego pola uprawne podpalone. Gdy w kwietniu 1936 roku wybuchło arabskie powstanie w Palestynie, ponownie podpalono tutejsze pola. Zmusiło to żydowskich osadników do szukania sposobów skutecznej obrony. Szlomo Grazowski przedstawił wówczas koncepcję budowy ufortyfikowanej osady. Pomysł ten spodobał się i w dniu 10 grudnia 1936 roku założono na południowym wschodzie kibuc Tel Amal (hebr. תל עמל) – obecnie Nir Dawid. W ciągu jednego dnia wzniesiono podwójne ściany palisady wypełnione w środku żwirem oraz wieżę obserwacyjną. Pośrodku znajdowały się cztery baraki mieszkalne i gospodarcze. Następnie stworzono zewnętrzną linią obronną z zasieków z drutu kolczastego. Fortyfikacje uniemożliwiały ewentualnym napastnikom wrzucenie na teren kibucu granatu ręcznego. Była to pierwsza osada obronna nowego typu, później budowana w innych miejscach w całym kraju. Podczas II wojny światowej doszło w 1940 roku do ideologicznego konfliktu pomiędzy mieszkańcami Bet Alfa. Zwolennicy lewicowej partii politycznej Mapai wyjechali wówczas do kibucu Ramat Jochanan, a ich miejsce zajęli zwolennicy syjonistycznego ruchu Ha-Szomer Ha-Cair. W kolejnych latach kibuc był wykorzystywany jako tajna baza żydowskiej organizacji paramilitarnej Hagana.
W poszukiwaniu skutecznego rozwiązania narastającego konfliktu izraelsko-arabskiego w dniu 29 listopada 1947 roku została przyjęta Rezolucja Zgromadzenia Ogólnego ONZ nr 181. Zakładała ona między innymi, że kibuc Bet Alfa miał znaleźć się w granicach nowo utworzonego państwa żydowskiego. Arabowie odrzucili tę rezolucję i dzień później doprowadzili do wybuchu wojny domowej w Mandacie Palestyny. Od samego początku wojny okoliczne wioski były wykorzystywane przez arabskie milicje, które sparaliżowały żydowską komunikację w całym regionie. W dniu 1 kwietnia 1948 roku Arabowie ostrzelali kibuc z moździerzy. Gdy wezwani na pomoc brytyjscy żołnierze zbliżyli się do kibucu, napastnicy zbiegli we Wzgórza Gilboa. Z tego powodu, w dniu 12 maja 1948 roku siły żydowskiej Hagany zajęły sąsiednią wieś arabską As-Sachina. Jej mieszkańcy zostali wysiedleni, a następnie wyburzono wszystkie domy, aby w ten sposób uniemożliwić Arabom powrót. W wyniku I wojny izraelsko-arabskiej (1948–1949) cała okolica znalazła się w państwie Izrael, co umożliwiło dalszy stabilny rozwój kibucu Bet Alfa. Po wojnie, w północnej części kibucu utworzono Instytut Edukacyjny Gilboa, który pełnił funkcję szkoły średniej dla młodzieży z całej okolicy. W odróżnieniu od zwykłych szkół, instytut posiadał własne internaty oraz pełne zaplecze obiektów sportowych i warsztatów umożliwiających naukę zawodową. Pod koniec 2003 roku instytut został zamknięty, a kompleks budynków wykorzystywano do organizowania różnych kursów edukacyjnych. Podczas II wojny libańskiej w 2006 roku w internatach umieszczono osoby ewakuowane z przygranicznych wiosek, które były ostrzeliwane przez organizację terrorystyczną Hezbollah z terytorium południowego Libanu. Następnie utworzono tutaj ośrodek absorpcji dla imigrantów z Etiopii. Przebywa w nim około 600 osób, ucząc się języka hebrajskiego, kultury i zawodu.

## Demografia
Większość mieszkańców kibucu jest Żydami, jednak nie wszyscy identyfikują się z judaizmem. Tutejsza populacja jest świecka:

## Gospodarka i infrastruktura
Gospodarka kibucu opiera się na intensywnym rolnictwie, sadownictwie, hodowli drobiu i bydła mlecznego, oraz stawach hodowlanych ryb. W tutejszej oborze zastosowano po raz pierwszy w Izraelu system automatycznego dojenia krów. Obora jest w pełni zmechanizowana. Na północ od kibucu znajduje się pas startowy wykorzystywany przez samoloty rolnicze. Od 1966 roku w kibucu istnieje zakład Beit-Alfa Technologies Ltd. (B.A.T) produkujący specjalistyczne samochody wyposażone w armatki wodne dla potrzeb straży pożarnej i policji. Zakład Alfa Smart produkuje przemysłowe urządzenia automatyczne, a lokalna stolarnia produkuje meble. W pobliżu jest kamieniołom wapienia. W kibucu jest przychodnia zdrowia, sklep wielobranżowy, stacja benzynowa, stolarnia i warsztat mechaniczny.

## Transport
Z kibucu wyjeżdża się na północny wschód na drogę nr 669, którą jadąc na południowy wschód dojeżdża się do skrzyżowania z drogą nr 6666 (prowadzi we Wzgórza Gilboa do kibucu Ma’ale Gilboa) i dalej do kibucu Nir Dawid, lub jadąc na północ dojeżdża się do skrzyżowania z drogą nr 71 przy kibucu Bet ha-Szitta. Lokalna droga prowadzi do położonego na zachodzie kibucu Chefci-Bah.

## Edukacja i kultura
Kibuc utrzymuje przedszkole. Starsze dzieci są dowożone do szkoły podstawowej w kibucu En Charod. W kibucu jest ośrodek kultury z biblioteką, basen kąpielowy, sala sportowa z siłownią i centrum fitness, korty tenisowe i boisko do piłki nożnej. W kibucu uczą się hebrajskiego członkowie japońskiej sekty chrześcijańskiej makojitów.

## Turystyka
Największą tutejszą atrakcją turystyczną jest synagoga Bet Alfa pochodząca z okresu bizantyjskiego. W rzeczywistości znajduje się ona na terenie sąsiedniego kibucu Chefci-Bah. We wnętrzu synagogi można podziwiać mozaikę podłogową przedstawiającą kalendarz hebrajski ze znakami zodiaku. Teren jest objęty ochroną jako Park Narodowy Synagogi Bet Alfa. W kibucu jest możliwość wynajęcia domków noclegowych, jest także camping i restauracja. W południowej części kibucu zlokalizowany jest japoński ogród botaniczny, z którego wychodzi ścieżka turystyczna prowadząca na Wzgórza Gilboa. Na szczycie Har Barkan jest położony Rezerwat przyrody Ha-Gilboa. Przy sąsiednim kibucu Nir Dawid jest położony Park Narodowy Gan ha-Szelosza.

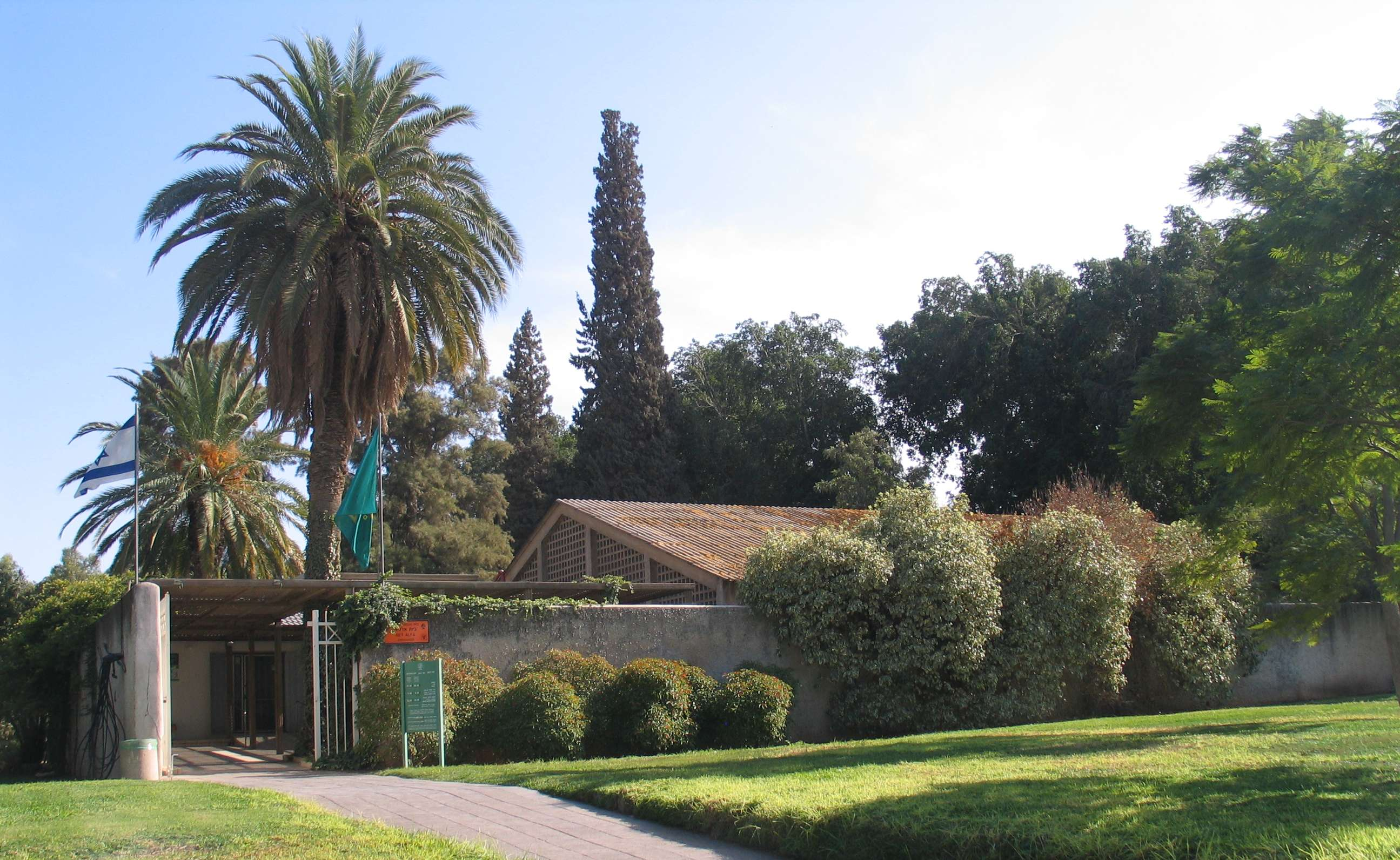
Park Narodowy Synagogi Bet Alfa